# Mangskogs socken
Mangskogs socken i Värmland ingick i Jösse härad, ingår sedan 1971 i Arvika kommun och motsvarar från 2016 Mangskogs distrikt.
Socknens areal är 135,10 kvadratkilometer varav 126,48 land. År 2000 fanns här 644 invånare. Småorten Mangskog samt sockenkyrkan Mangskogs kyrka ligger i socknen.   

## Administrativ historik
Socknen bildades 4 juli 1705 genom en utbrytning ur Brunskogs socken.
Vid kommunreformen 1862 övergick socknens ansvar för de kyrkliga frågorna till Mangskogs församling och för de borgerliga frågorna bildades Mangskogs landskommun. Landskommunen uppgick 1952 i Brunskogs landskommun som upplöstes 1971 då denna del uppgick i Arvika kommun.  
2024 uppgick församlingen i Brunskog-Mangskogs församling.

1 januari 2016 inrättades distriktet Mangskog, med samma omfattning som församlingen hade 1999/2000.
Socknen har tillhört län, fögderier, tingslag och domsagor enligt vad som beskrivs i artikeln Jösse härad. De indelta soldaterna tillhörde Värmlands regemente och Livkompaniet.

## Geografi
Mangskogs socken ligger nordost om Arvika kring sjöarna Stora Salungen och Mangen. Socknen har odlingsbygd vid sjöarna och är i övrigt en småkuperad skogsbygd.
Vid sjön Mangens sydända ligger det tidigare bruket Reinholdsfors.
Gylterudsgrottan ligger i södra delen av socknen.

## Fornlämningar
Från stenåldern har ett tiotal boplatser påträffats samt fångstgropar. Från bronsåldern finns spridda gravrösen.

## Namnet
Namnet betyder 'skogstrakten kring sjön Mangen'. Sjönamnet skrevs 1641 Mangen och innehåller manger, 'många' här i betydelsen 'stor'.

## Personer från bygden
Från Bjurbäcken i Mangskogs socken härstammade Nils Keyland, som forskade i finnkulturen och var intendent vid Nordiska museet. 
Gustaf Fröding vistades i prästgården under åren 1880–1881. I Mangskog skrev han flera av sina kända dikter, exempelvis Det var dans bort i vägen. Det finns en minnessten i Mangskog, kallad Frödingstenen.

## Befolkningsutveckling
| Befolkningsutvecklingen i Mangskogs socken 1750–1990                                                     | Befolkningsutvecklingen i Mangskogs socken 1750–1990 | Befolkningsutvecklingen i Mangskogs socken 1750–1990 | Befolkningsutvecklingen i Mangskogs socken 1750–1990 | Befolkningsutvecklingen i Mangskogs socken 1750–1990 |
| --- | ---------------------------------------------------- | ---------------------------------------------------- | ---------------------------------------------------- | ---------------------------------------------------- |
| |                                                      |                                                      |                                                      |                                                      |
| År |                                                      |                                                      | Folkmängd                                            |                                                      |
| 1750 | 1750                                                 |                                                      | 638                                                  |                                                      |
| 1760 | 1760                                                 |                                                      | 714                                                  |                                                      |
| 1769 | 1769                                                 |                                                      | 784                                                  |                                                      |
| 1780 | 1780                                                 |                                                      | 797                                                  |                                                      |
| 1790 | 1790                                                 |                                                      | 892                                                  |                                                      |
| 1800 | 1800                                                 |                                                      | 1 074                                                |                                                      |
| 1810 | 1810                                                 |                                                      | 1 049                                                |                                                      |
| 1820 | 1820                                                 |                                                      | 1 223                                                |                                                      |
| 1830 | 1830                                                 |                                                      | 1 464                                                |                                                      |
| 1840 | 1840                                                 |                                                      | 1 719                                                |                                                      |
| 1850 | 1850                                                 |                                                      | 2 084                                                |                                                      |
| 1860 | 1860                                                 |                                                      | 2 422                                                |                                                      |
| 1870 | 1870                                                 |                                                      | 2 444                                                |                                                      |
| 1880 | 1880                                                 |                                                      | 2 476                                                |                                                      |
| 1890 | 1890                                                 |                                                      | 1 937                                                |                                                      |
| 1900 | 1900                                                 |                                                      | 1 725                                                |                                                      |
| 1910 | 1910                                                 |                                                      | 1 455                                                |                                                      |
| 1920 | 1920                                                 |                                                      | 1 318                                                |                                                      |
| 1930 | 1930                                                 |                                                      | 1 186                                                |                                                      |
| 1940 | 1940                                                 |                                                      | 1 193                                                |                                                      |
| 1950 | 1950                                                 |                                                      | 1 053                                                |                                                      |
| 1960 | 1960                                                 |                                                      | 1 004                                                |                                                      |
| 1970 | 1970                                                 |                                                      | 846                                                  |                                                      |
| 1980 | 1980                                                 |                                                      | 735                                                  |                                                      |
| 1990 | 1990                                                 |                                                      | 695                                                  |                                                      |
| Anm: Källor: Umeå universitet - Tabellverket 1749-1859, Demografiska databasen, CEDAR, Umeå universitet. |                                                      |                                                      |                                                      |                                                      |

## Historiska bilder
(Foto: Nils Keyland)

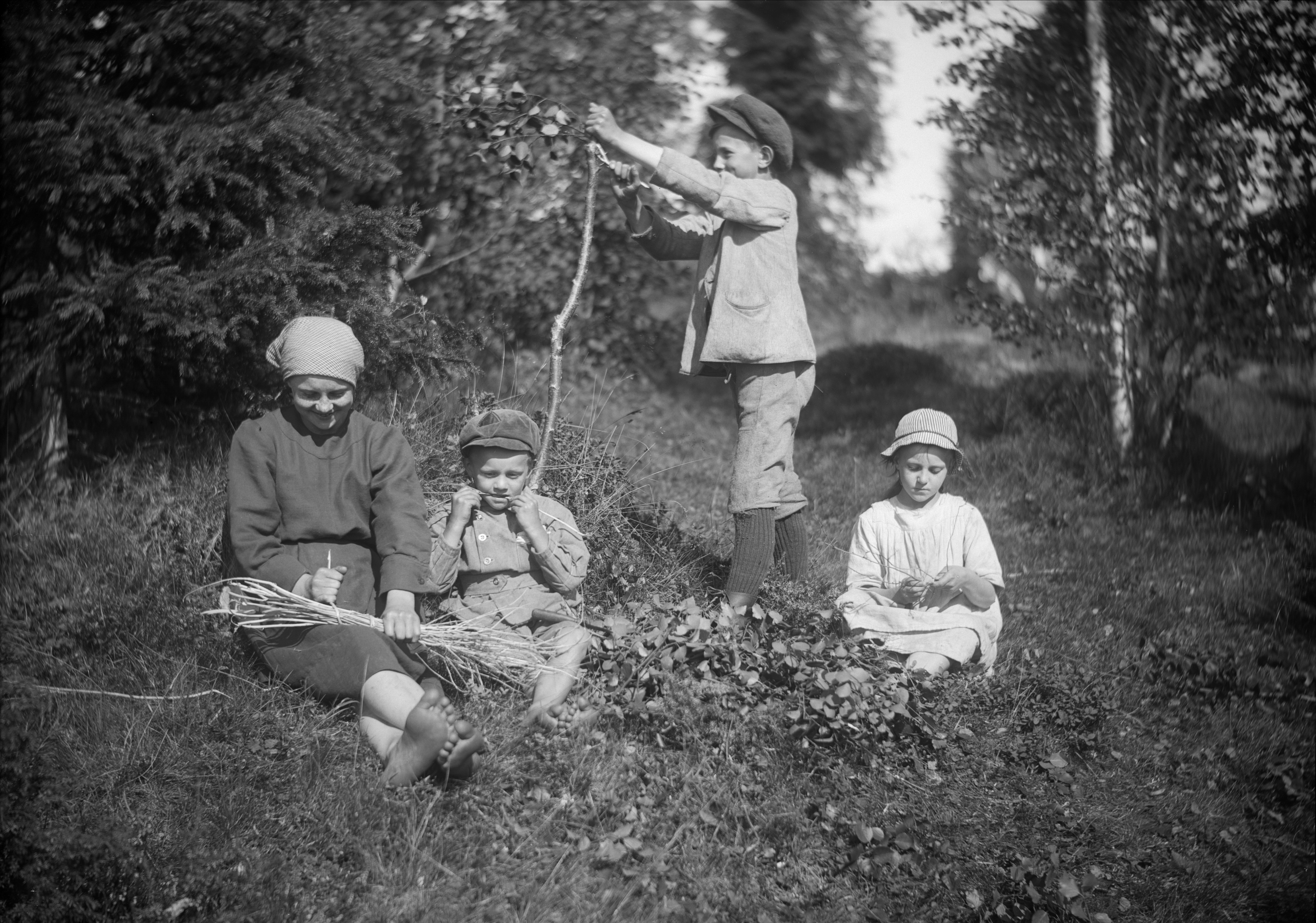
Barn tillverkar vispar av kvistar 1922.
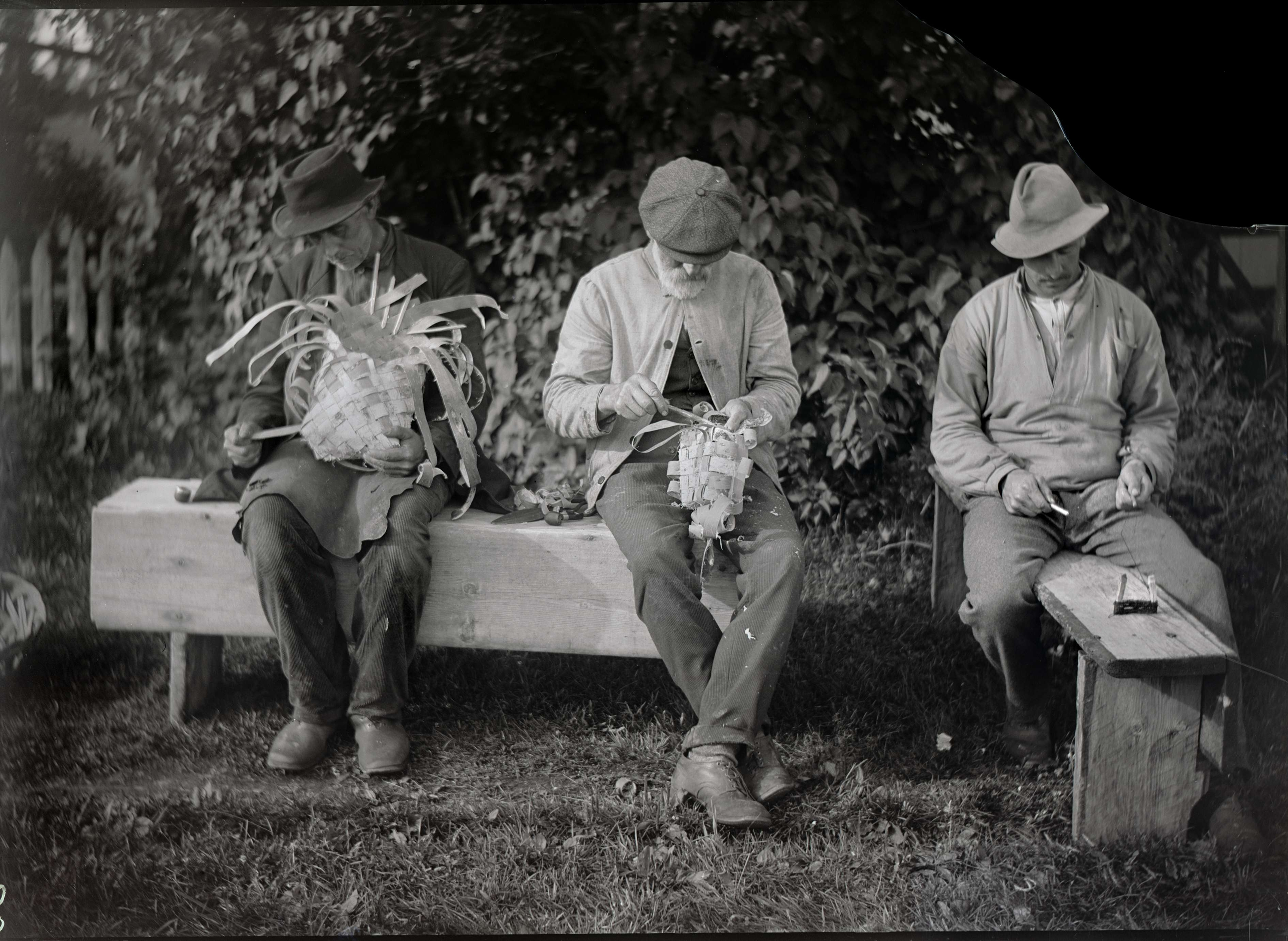
Tillverkning av näverkorgar 1922.
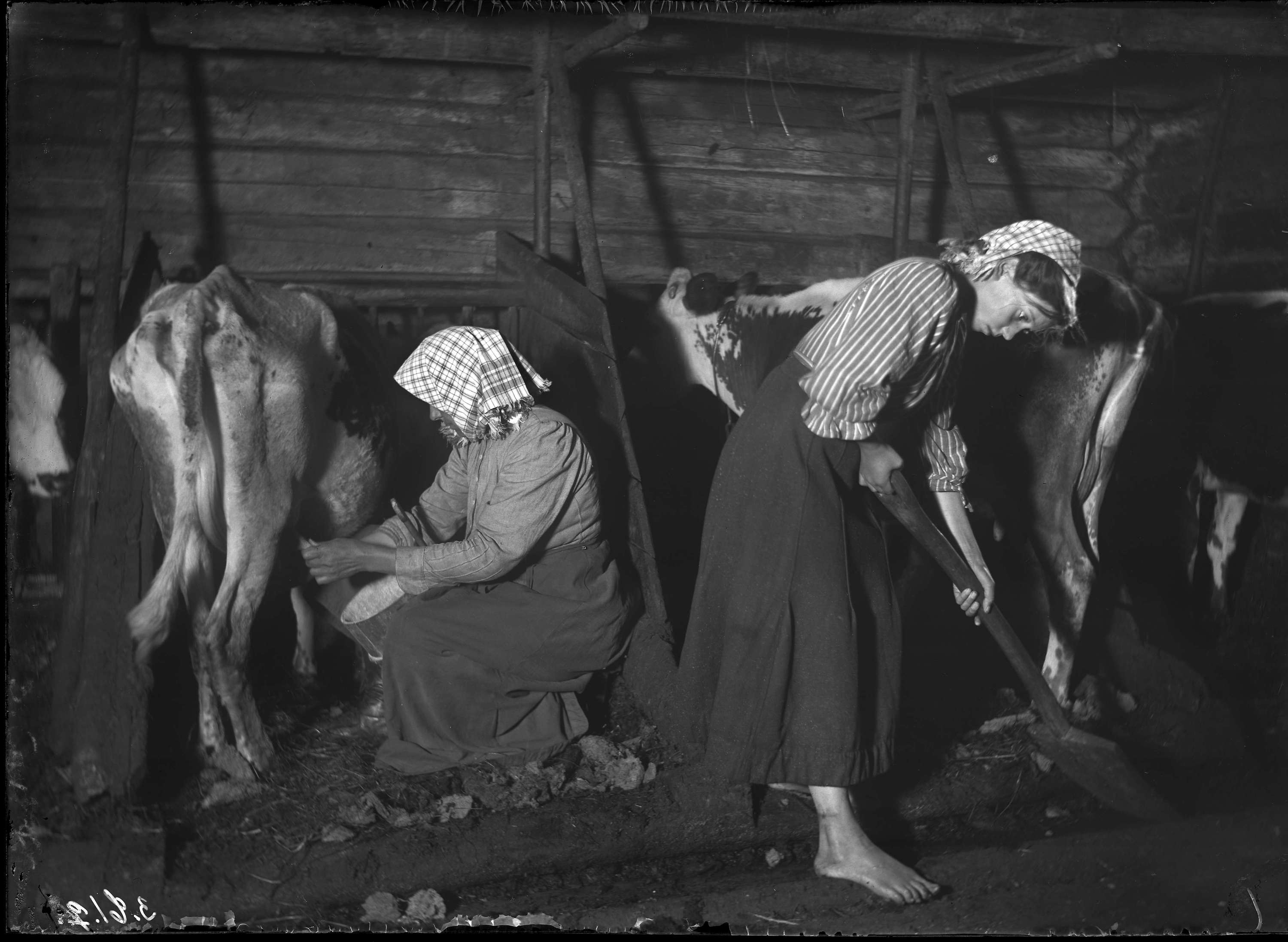
Boskapsskötsel på gård i Mangskogs socken 1911.
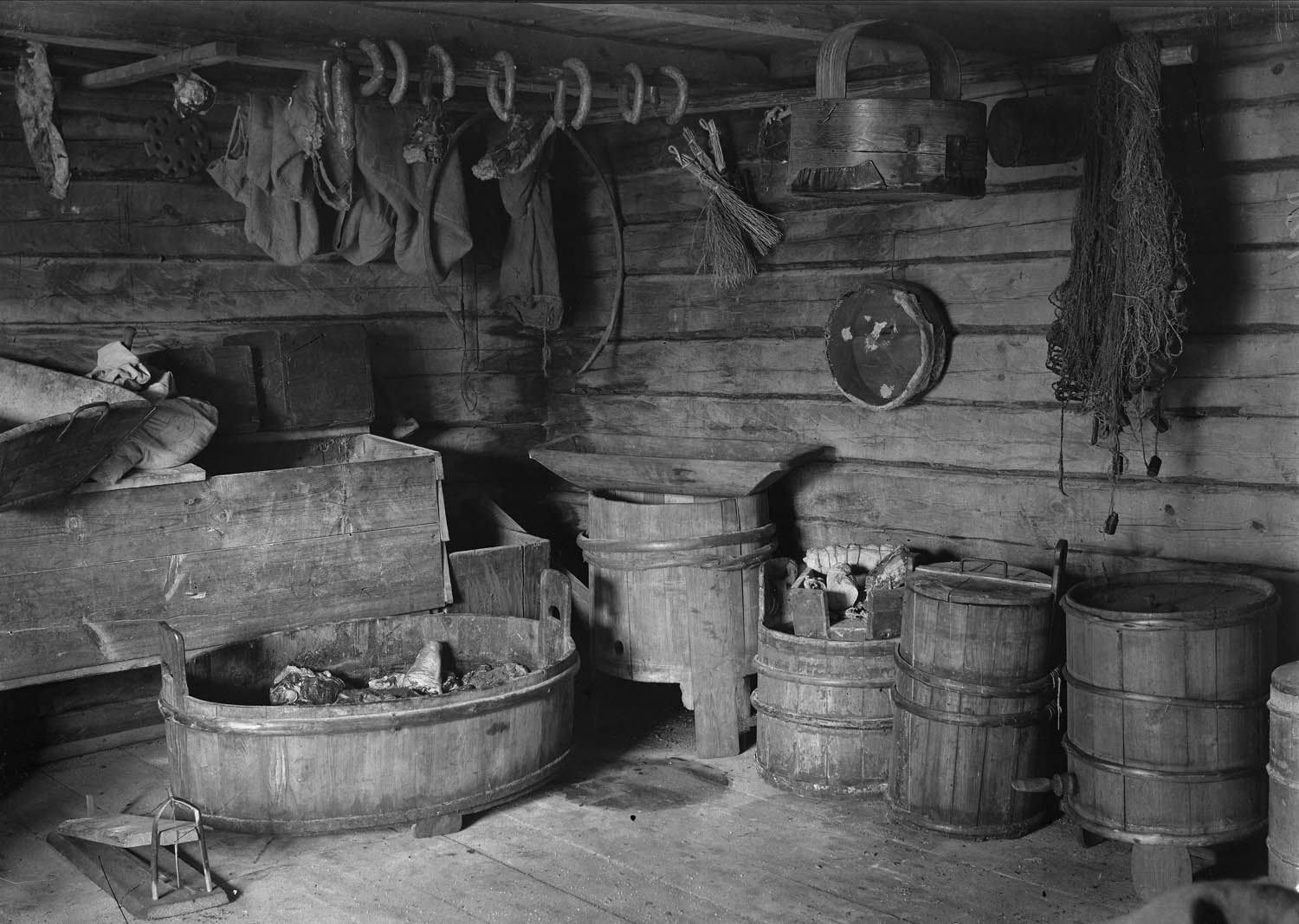
Interiör av matbod på gård i Mangskogs socken omkring 1919.